# Fernando Aguado
Fernando José Aguado Hérnandez (Sevilla, 28 de abril de 1979) es un escultor español. La mayor parte de sus obras son imágenes religiosas, muchas de ellas destinadas a procesiones de Semana Santa.

## Biografía
Desde muy joven se sintió atraído por el arte y el modelado. Inició la carrera de derecho que abandonó pronto para realizar estudios en Bellas Artes por la Universidad de Sevilla, donde fue discípulo de Juan Manuel Miñarro López, especializándose en restauración, aunque igualmente trabaja como diseñador para bordadores y orfebres, tomando como ejemplo destacado las corazas, cascos y machetes de los romanos del misterio de la Sentencia de la Hermandad de la Macarena realizados con modelos suyos escultóricos, así como los elementos ornamentales del paso, o la túnica el Señor de la Victoria de la Hermandad de La Paz (Sevilla) que bordara Manuel Solano en 2012. Su obra escultórica está mayoritariamente constituida por imágenes religiosas aunque también trabaja la obra civil, teniendo como ejemplo el busto de bronce del Rey D. Juan Carlos que preside el patio del Real Círculo de Labradores de Sevilla, o la incursión en el mundo del toro realizando distintos diseños de trajes de luces para el diestro sevillano José Antonio Morante de la Puebla. Entre algunos de los ejemplos más destacados de su obra imaginera y su labor como restaurador están:
- Señor de la Caridad, realizado en el año 2003 para la Hermandad de San José Obrero (Sevilla).[4]
- Misterio de la presentación de Jesús al Pueblo. Aspe.[cita requerida]
- Imagen de San Frutos para el Monasterio de Santo Domingo de Silos, finalizada en 2005.[cita requerida]
- Jesús Coronado de espinas para La Roda (Albacete).[cita requerida]
- Cristo del Amor y Virgen de la Esperanza del Río San Pedro en Puerto Real, 2007.[cita requerida]
- Niño Jesús de Praga del Convento Carmelita del Santo Ángel de Sevilla, 2007.[cita requerida]
- Virgen de la Esperanza de Monovar, 2010.[cita requerida]
- Nuestro Padre Jesús de la Salud (2012) para la Hermandad de la Salud de San Rafael de Jerez de la Frontera.[cita requerida]
- Cristo del Amor en su Sentencia. Chiclana. 2010.[cita requerida]
- Conjunto escultórico formado por el Cristo del Amor en su traslado al sepulcro portado por las figuras de José de Arimatea y Nicodemo, realizado en el año 2011 para la Hermandad de la Piedad de la localidad de Cabra (Córdoba).[5]
- Cristo del Descendimiento para la Hermandad del Sagrado Descendimiento de Hellín (Albacete), realizado en el año 2010 y su misterio(en ejecución).[6]
- Simón de Cirene realizado en el año 2013 para la Hermandad de San José Obrero de Sevilla.[4]
- Jesús Nazareno, para la Cofradía Hermanos de Jesús Nazareno de Quintana de la Serena (Badajoz) realizado en el año 2015.[cita requerida]
- Restauración de la Virgen del Rosario de la Hermandad de Montserrat (Sevilla).[cita requerida]
- Restauración del retablo de la Virgen del Rocío de la Iglesia Colegial del Salvador de Sevilla, obra de Cayetano de Acosta.[cita requerida]
- Restauración y reconstrucción de la imagen de San Juan Evangelista de Huete (Cuenca).[7]
- Restauración de Nuestro Padre Jesús Cautivo de la Hermandad de Santa Genoveva de Sevilla y de la Divina Pastora de Capuchinos de Sevilla en 2013.[cita requerida]
- Nuestro Padre Jesús de la Redención para la Agrupación Parroquial de la Esperanza del sevillano pueblo de El Viso del Alcor, realizado y bendecido en 2014.[cita requerida]
- Mujer y niña para el misterio de la Sagrada Entrada en Jerusalén de la Hermandad del Amor (Sevilla) en 2014.[cita requerida]